# 영등포시장역
영등포시장역(Yeongdeungpo Market Station, 永登浦市場驛)은 서울특별시 영등포구 영등포동5가에 위치한 수도권 전철 5호선의 지하철역이다. 부역명은 한림대 한강성심병원이었으나, 계약이 해지됐다가 SC제일은행 부역명이 붙었다.

## 특징
인근에 영등포 전통시장이 있어서 역명이 정해졌다. 2000년대 후반까지만 해도 승강장 내부가 일부분만 인공 암석 인테리어로 꾸며져 있었으나 해당 재질이 화재의 원인이 된다는 이유로 리모델링을 통해 모두 철거되었다. 근처에 재래시장인 영등포중앙시장이 있어 노인 이용객이 많다.
승강장이 지하 6층에 있는 깊은 역이다. 5호선 하행선 (하남검단산, 마천 방면) 승강장에 지하 1층 대합실까지 이어지는 엘리베이터가 있다. 쉽고 빠르게 대합실로 이동할 수 있기 때문에 애용된다. 5-3 하차지점 바로 앞에 위치해 있다. 하행선을 타면 하차 직전에 많은 노인들이 5-3 하차지점에 몰려있는 모습을 볼 수 있다. 상행선 (방화 방면) 승강장 엘리베이터는 지하 5층까지만 연결되어 있다. 지하 1층에서 승강장으로 가기 위해선 지하 5층에서 하행선 엘리베이터로 갈아타야 한다.

## 역사
- 1996년 8월 12일 : 서울 지하철 5호선 까치산역~여의도역 개통과 함께 영업 개시

## 역명
역명은 인근에 있는 영등포시장에서 유래되었다

## 역 구조
2면 2선의 상대식 승강장을 갖추고 있는 지하역이며, 스크린도어가 설치되어 있다.
지하 4층에는 3기 지하철 계획의 10호선을 대비한 환승통로 구조물이 있으나 10호선 계획의 폐기로 미사용 상태로 남아 있다.

### 승강장
| 영등포구청 ↑ |
| \| 상        |
| ↓ 신길       |

| 상행 | ● 수도권 전철 5호선 | 목동 · 까치산 · 화곡 · 김포공항 · 방화 방면     |
| 하행 | ● 수도권 전철 5호선 | 신길 · 여의도 · 광화문 · 하남검단산 · 마천 방면 |

## 역 주변
1번 출구
- 영등포경찰서
- 영등포동8가
- 영등구민회관.구의회
- 서울시립청소년직업체험센터(하자센터)
- 하이서울유스호스텔
- 아하! 서울시립청소년성문화센터
- 영중초등학교
- 한국우편사업진흥원

2번 출구
- 영등포동주민센터
- 영동초등학교
- 영등포동7가
- 한강성심병원
- 영등포평생학습관
- 아크로타워스퀘어아파트

3번 출구
- 영등포시장교차로
- 영등포동5가
- 현대프라자아파트
- 영등포시장

4번 출구
- 영등포역 방면
- 영등포동6가
- 영3치안센터
- 영등포중앙공원
- 영등포여성인력개발센터
- 영등포소방서
- 경방타임스퀘어.신세계백화점
- 김안과병원

## 이용객 변동
| 노선  | 노선   | 일평균 인원수 (명/일) | 일평균 인원수 (명/일) | 일평균 인원수 (명/일) | 일평균 인원수 (명/일) | 일평균 인원수 (명/일) | 일평균 인원수 (명/일) | 일평균 인원수 (명/일) | 일평균 인원수 (명/일) | 일평균 인원수 (명/일) | 일평균 인원수 (명/일) | 각주  |
| 노선  | 노선   | 2000년                | 2001년                | 2002년                | 2003년                | 2004년                | 2005년                | 2006년                | 2007년                | 2008년                | 2009년                | 각주  |
| ----- | ------ | --------------------- | --------------------- | --------------------- | --------------------- | --------------------- | --------------------- | --------------------- | --------------------- | --------------------- | --------------------- | ----- |
| 5호선 | 승차   | 7,024                 | 7,656                 | 7,442                 | 7,500                 | 7,506                 | 7,111                 | 6,810                 | 6,584                 | 6,457                 | 6,969                 | [ 2 ] |
| 5호선 | 하차   | 8,279                 | 8,748                 | 8,354                 | 8,311                 | 8,054                 | 7,557                 | 7,175                 | 6,792                 | 6,636                 | 7,353                 | [ 2 ] |
| 5호선 | 승하차 | 15,303                | 16,404                | 15,797                | 15,811                | 15,560                | 14,668                | 13,986                | 13,376                | 13,093                | 14,322                | [ 2 ] |
| 노선  | 노선   | 2010년                | 2011년                | 2012년                | 2013년                | 2014년                | 2015년                | 2016년                | 2017년                | 2018년                |                       | [ 2 ] |
| 5호선 | 승차   | 7,214                 | 7,514                 | 7,741                 | 7,809                 | 7,826                 | 8,014                 | 8,299                 | 8,658                 | 9,443                 |                       | [ 2 ] |
| 5호선 | 하차   | 7,824                 | 8,043                 | 8,253                 | 8,326                 | 8,392                 | 8,673                 | 9,023                 | 9,411                 | 10,134                |                       | [ 2 ] |
| 5호선 | 승하차 | 15,038                | 15,557                | 15,994                | 16,136                | 16,218                | 16,687                | 17,322                | 18,069                | 19,577                |                       | [ 2 ] |

## 사진

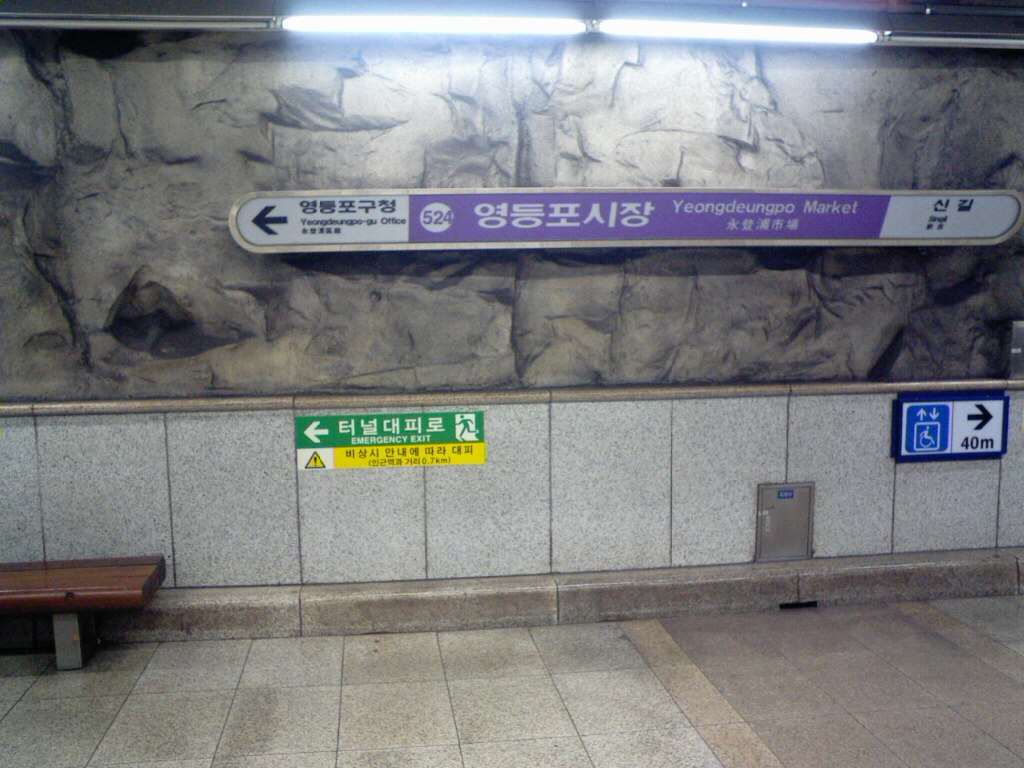
역명판 (리모델링 공사 이전)
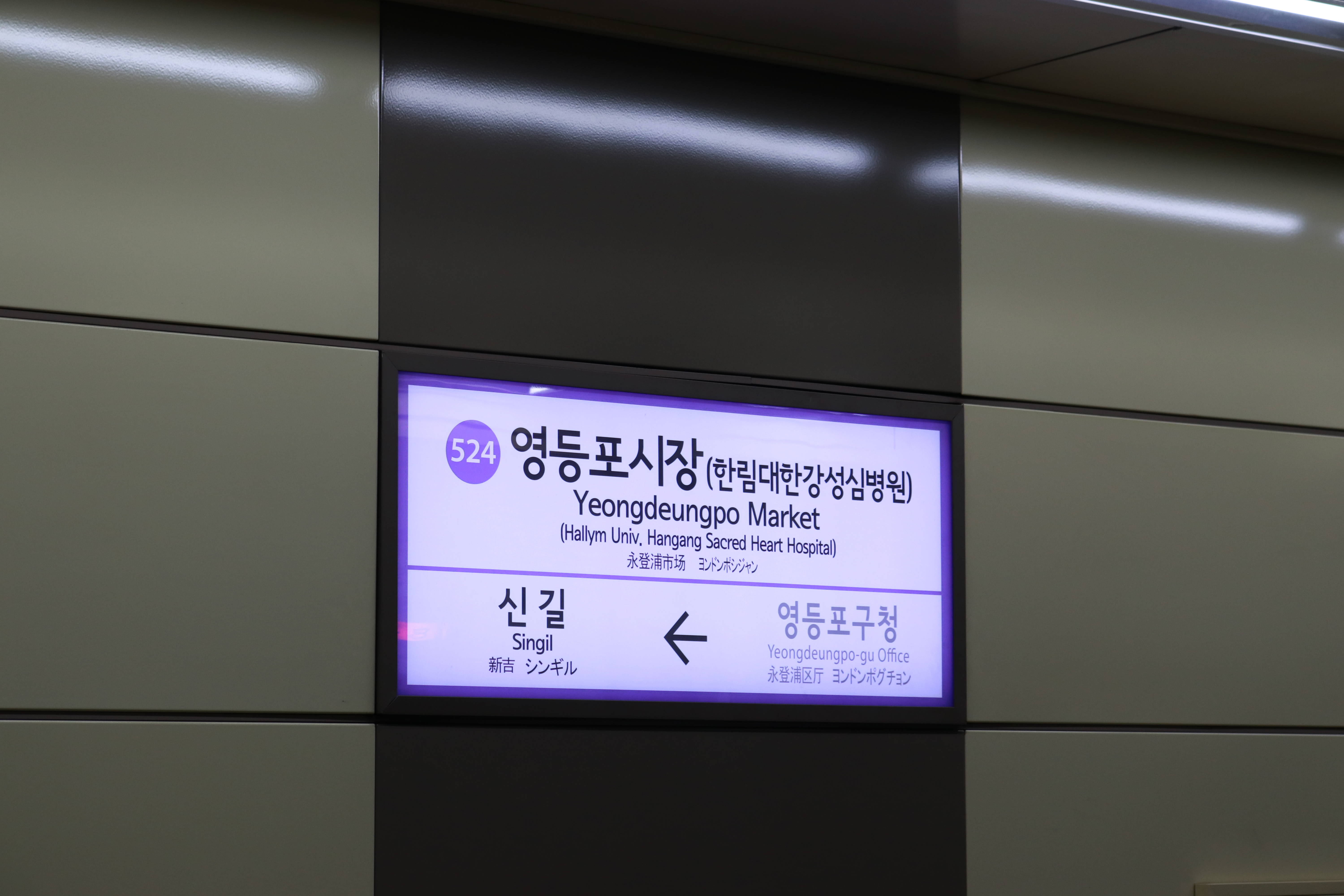
하행 역명판

## 인접한 역
| 서울 지하철 5호선 본선   | 서울 지하철 5호선 본선 | 서울 지하철 5호선 본선        |
| ------------------------ | ---------------------- | ----------------------------- |
| 523 영등포구청 방화 방면 | ● 수도권 전철 5호선    | 525 신길 하남검단산·마천 방면 |